# リンゼイ・ヒルサム
リンゼイ・ヒルサム（Lindsey Hilsum、1958年8月3日 - ）は、イングランドのテレビ・ジャーナリスト、著作家。彼女は『チャンネル4ニュース』の国際ニュース編集者であり、『サンデー・タイムズ』紙、『オブザーバー』紙、『ガーディアン』紙、『The New Statesman』誌、『Granta』誌などに定期的に寄稿している。

## 経歴

### 生い立ち
彼女の父であるシリル・ヒルサム教授は、現代の液晶ディスプレイ (LCD) 技術の基礎を生み出した研究によって知られた物理学者であった。リンゼイは、ウスターの女子グラマースクール（Worcester Grammar School for Girls：後のWorcester Sixth Form College）を経て、エクセター大学に学び、フランス語及びスペイン語の学位を得て卒業しており、彼女はフランス語にもスペイン語にも堪能である。

### 職歴
リンゼイ・ヒルサムは『Channel 4 News』の国際ニュース編集者である。過去20年ほどの間の主要な戦争や紛争の取材にあたっており、イラク、アフガニスタン、コソボ、イスラエル/パレスチナなどに赴いてきた。2011年にはエジプト革命やバーレーン騒乱、リビア内戦を取材した。また、彼女はイランやジンバブエを長く取材しており、2006年から2008年にはチャンネル4の中国特派員を務めた。2004年にアメリカ軍がイラクのファルージャを攻撃した際には、最前線の海兵隊と行動を共にし、1994年にルワンダ虐殺が始まった時には、現地にいた唯一の英語圏のジャーナリストであった。ジャーナリストになる以前の彼女は、当初はラテンアメリカで、次いでアフリカで国際援助の仕事に就いていた。
彼女の最初の著作『Sandstorm: Libya in the Time of Revolution』は、2012年4月にイギリスでFaber and Faberから、アメリカ合衆国では2012年5月にペンギン・プレスから出版され、『ガーディアン』紙が選ぶ2012年の「Guardian First Book Award」の候補作の一つとなった。

## 受賞
彼女は2004年にエセックス大学から名誉博士号を授与されており、さらに、王立テレビジョン協会の「Journalist of the Year」や、「James Cameron Award」、「One World Broadcasting Trust award」、「Amnesty」、「Voice of the Viewer and Listener」、「the Charles Wheeler Award」など数多くの賞を受賞している。
2017年には、世界中の紛争や不平等の問題を取り上げ続けてきたことに対して、王立地理学会 (RGS) から金メダル（パトロンズ・メダル）を贈られた。